# Aéroport de Kyzyl
L'aéroport de Kyzyl (russe : Аэропорт Кызыл) (code IATA : KYZ • code OACI : UNKY) dessert Kyzyl, la capitale de la république de Touva (Tyva) dans la fédération de russie. Il est situé à 6 km au sud-ouest du centre-ville.

## Histoire
Le gouvernement de Russie prévoit une rénovation de l'aéroport, soit par lui-même, soit en partenariat avec un autre organisme. L'allongement de la piste est prévu, afin que l'aéroport de Kyzyl puisse accepter de plus grands avions en provenance de Moscou et de Saint-Pétersbourg ; ou pour permettre une escale technique pour les vols en provenance de la Chine, de la Mongolie, du Kazakhstan et d'autres pays d'Asie desservant la partie occidentale de la Russie ou d'autres régions d'Europe. L'achèvement de la reconstruction de la piste est prévu pour le 20 décembre 2017.

## Situation
| \| 50 km1:1 791 000 \| Koursk Abakan Anapa Pskov Arkhangelsk Astrakhan Barnaoul Belgorod Blagoveshchensk Bratsk Grozny Guelendjik Iakoutsk Iékaterinbourg Ijevsk Ioujno-Sakhalinsk Irkoutsk Kaliningrad Kazan Kemerovo Khabarovsk Khanty-Mansiïsk Krasnodar Krasnoïarsk Magadan Magnitogorsk Makhachkala Mineralnye Vody Mirny Moscou · SVO Moscou · DME Moscou-VKO Mourmansk Narian-Mar Nijnekamsk Nijnevartovsk Nijni Novgorod Noïabrsk Alykel Novokouznetsk Novossibirsk Novy Ourengoï Omsk Orenbourg Oufa Oulan-Oude Oulianovsk Perm Petropavlovsk-Kamtchatski Rostov · sur-le-Don Sabetta Saint-Pétersbourg Salekhard Samara Saratov Simferopol Sotchi Sourgout Stavropol Kyzyl Syktyvkar Tcheliabinsk Tchita Tioumen Tomsk Vladivostok Volgograd Voronej |
| 50 km1:1 791 000 |

| 50 km1:1 791 000 |

|  |  | v · d · m |

## Statistiques
Pour des raisons techniques, il est temporairement impossible d'afficher le graphique qui aurait dû être présenté ici.

Voir la requête brute et les sources sur Wikidata.

## Compagnies aériennes et destinations
| Compagnies        | Destinations                                                                                               |
| ----------------- | --- |
| Ayana Airlines    | Abakan, Aérodrome Tcheremchanka de Krasnoïarsk, Nizhneangarsk, Novossibirsk-Tolmatchevo, Baïkal-Oulan Oude |
| IrAero            | Irkoutsk, Moscou-Domodédovo                                                                                |
| NordStar Airlines | Krasnoïarsk-Iémélianovo, Novossibirsk-Tolmatchevo                                                          |

Édité le 02/02/2020

## Transport terrestre
Les lignes de bus n°1 et n°1A desservent la ville.